# Ochrotrichia shawnee
Ochrotrichia shawnee is een schietmot uit de familie Hydroptilidae. De soort komt voor in het Nearctisch gebied.